# Szatura (obwód czernihowski)
Szatura (ukr. Шатура) – wieś na Ukrainie, w obwodzie czernihowskim, w rejonie niżyńskim, w hromadzie Łosyniwka. W 2001 liczyła 719 mieszkańców.